# Christkönig (Augsburg)

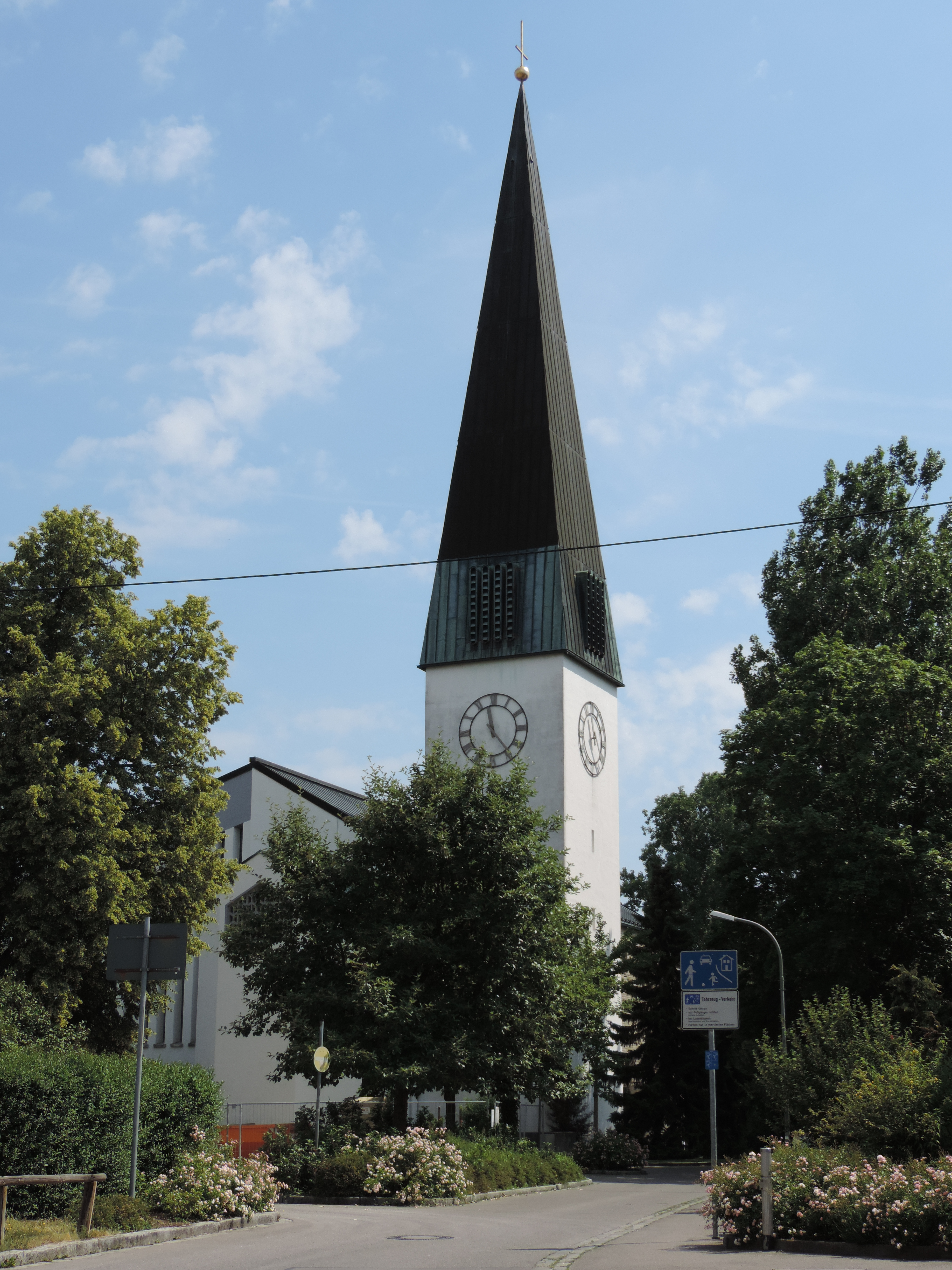
Die Stadtpfarrkirche Christkönig

Die Kirche Christkönig ist die römisch-katholische Stadtpfarrkirche im Augsburger Stadtteil Hammerschmiede.

## Geschichte
Kurz nach Gründung der Siedlung Hammerschmiede wurde der erste Kirchenbau 1934 durch Joseph Kumpfmüller, Bischof von Augsburg, geweiht. In der Augsburger Bombennacht vom 25. auf den 26. Februar 1944 wurde die Kirche beschädigt, so dass sie vorläufig nicht mehr nutzbar war. Am 12. Oktober 1950 wurde die Pfarrei von der Mutterpfarrei St. Pankratius abgetrennt und zur selbständigen Pfarrei erhoben.
Die Grundsteinlegung der neuen Kirche erfolgte 1963, da die alte für den wachsenden Stadtteil zu klein wurde. Architekt war Karl Sendlinger. Der neu gedeckte Turm wurde mit der zu einer Kapelle vergrößerten Apsis der alten Kirche in den neuen Bau integriert. Bischof Josef Stimpfle weihte die Kirche am 13. Dezember 1964 ein. Der Chorraum wurde 1992 durch Georg Bernhard umgestaltet.

## Liste der Pfarrer von Christkönig
1. Josef Kerker, 1934–1938
2. Ferdinand Mayr, 1938–1974
3. Manfred Krumm, 1974–2019
4. Michael Kratschmer, seit 2019 (als Leiter der PG Christkönig/St. Franziskus)